# 納尼亞傳奇
《納尼亞傳奇》（英語：The Chronicles of Narnia），是一套七冊的奇幻小說，由已故英國作家路易斯在1950年代所著，為英美文學經典之一。
故事的開始講述一個小男孩和一個女孩偶然進入了一個異世界，稱為納尼亞，並在那裡經歷過一連串的冒險，及看到那個世界的創造。之後，他將一顆從異世界帶來的種子（蘋果）埋在花園裡，還長成了一顆大樹。這棵大樹後來被颶風刮倒，又被造成了衣櫥，然後又引領了四個小孩子進入這個神奇國度的不同時期，每一本互有關連，但亦可獨立閱讀。它是第二次世界大战以后英国最伟大的儿童文学作品之一。

## 出版
| 標題 | 出版年份 | 故事時序 | 故事時序   |
| 標題 | 出版年份 | 地球年份 | 納尼亞年份 |
| ---- | -------- | -------- | ---------- |
| 《》 | 1950     | 1940     | 1000–1015  |
| 《》 | 1951     | 1941     | 2303       |
| 《》 | 1952     | 1942夏   | 2306–2307  |
| 《》 | 1953     | 1942秋   | 2356       |
| 《》 | 1954     | 1940     | 1014       |
| 《》 | 1955     | 1900     | 1          |
| 《》 | 1956     | 1949     | 2555       |

| 英文                                 | 中國大陸               | 台灣                 | 香港               |
| ------------------------------------ | ---------------------- | -------------------- | ------------------ |
| The Lion, the Witch and the Wardrobe | 《狮子、女巫和魔衣柜》 | 《獅子·女巫·魔衣櫥》 | 《獅王·女巫·衣櫥》 |
| Prince Caspian                       | 《凯斯宾王子》         | 《賈思潘王子》       | 《開司平王子》     |
| The Voyage of the Dawn Treader       | 《黎明踏浪号》         | 《黎明行者號》       | 《黎明號的遠航》   |
| The Silver Chair                     | 《银椅》               | 《銀椅》             | 《銀椅子》         |
| The Horse and His Boy                | 《能言马与男孩》       | 《奇幻馬和傳說》     | 《馬與小孩》       |
| The Magician's Nephew                | 《魔法师的外甥》       | 《魔法師的外甥》     | 《魔術家的外甥》   |
| The Last Battle                      | 《最后一战》           | 《最後的戰役》       | 《最後之戰》       |

### 版本
- 1965年，「基督教文藝出版社」翻譯發行《獅王·女巫·衣櫥》（王文恕譯）和其他「那里亞王國」系列故事。
- 1979年，「長橋出版社」翻譯發行《獅王、女巫衣櫥》（王文榮譯）和其他「納尼亞傳奇」系列故事。
- 1981年，「浙江人民出版社」《魔椅—纳尼亚王国系列》 （译者：朱炯强 / 徐人望， 统一书号: 10103-238）
- 1981年至1984年，「國語日報出版社」翻譯發行《魔衣櫥》和其他「納尼亞傳奇」系列故事。410
- 1984年6月，连环画《魔椅》，中国少年儿童出版社，王亚法改编；邓柯绘画
- 1985年1月，连环画《魔椅》，上海人民美术出版社，冒澄改编；张景源，王根发绘画
- 1987年，「星光出版社」翻譯發行《獅子·女巫·魔衣櫥》和其他「納尼亞傳奇」系列故事。
- 1990年代初，「天津新蕾出版社」節選出版，譯名為《神秘的衣橱》（内容和电影剧情一致）。
- 1999年，「東方出版社」翻譯發行《魔衣櫥》和其他「納尼亞傳奇」系列故事。
- 2005年，「译林出版社」翻譯發行全套《纳尼亚传奇》中文版。
- 2002年至2005年，「大田出版社」陸續改版發行《獅子、女巫、魔衣櫥》（彭倩文譯）和其他「納尼亞傳奇」系列故事（內文無附注音，另有繪本版）。
- 2013年9月 纳尼亚传奇全集（套装上下册） 北京燕山出版社
- 2014年1月 纳尼亚传奇（套装共7册） 浙江少年儿童出版社
- 2014年1月 纳尼亚传奇（套装共7册 英汉双语典藏版） 中国宇航出版社
- 2014年2月 纳尼亚传奇 百花洲文艺出版社
- 2014年4月 纳尼亚传奇（套装1-7册，中英双语典藏版）天津人民出版社
- 2014年6月 纳尼亚传奇（套装共7册） 大连出版社
- 2014年9月 The Complete Chronicles of Narnia:纳尼亚传奇全集(英文原版)(套装上下册) 天津人民出版社

## 相關著作
- 2006年，臺灣出版《走進魔衣櫥：路易斯與納尼亞的閱讀地圖》（幸佳慧著）

## 改編作品

### 電視
- 《獅子·女巫·魔衣櫥（英语：The Lion, the Witch and the Wardrobe (1967 TV serial)）》：1967年電視劇。
- 《獅子·女巫·魔衣櫥（英语：The Lion, the Witch and the Wardrobe (1979 film)）》：1979年動畫。
- 《納尼亞傳奇（英语：The Chronicles of Narnia (TV series)）》：1988至1990年，英國國家廣播公司BBC改編成電視迷你影集。
  - 《獅子·女巫·魔衣櫥》（1988）
  - 《賈思潘王子與黎明行者號（英语：Prince Caspian and The Voyage of the Dawn Treader (1989 TV serial)）》（1989）
  - 《銀椅（英语：The Silver Chair (1990 TV serial)）》（1990）

### 電影
- 納尼亞傳奇系列電影[2]
  - 《納尼亞傳奇：獅子·女巫·魔衣櫥》（2005）
  - 《納尼亞傳奇：賈思潘王子》（2008）
  - 《納尼亞傳奇：黎明行者號》（2010）

- 《納尼亞傳奇：魔法師的外甥》（2026）